# Kelso Racecourse

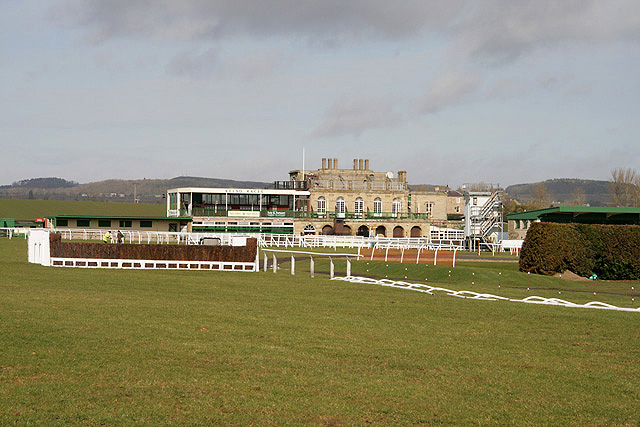
Tribünen

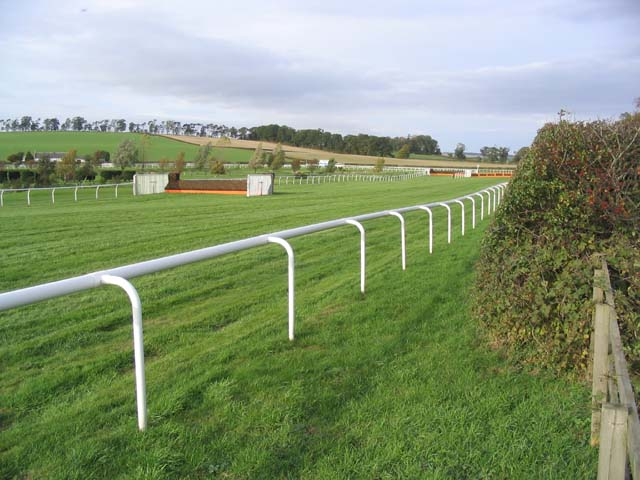
Blick entlang der Geraden

Der Kelso Racecourse ist eine Pferderennbahn in der schottischen Kleinstadt Kelso in der Council Area Scottish Borders. 2011 wurden die Tribünen in die schottischen Denkmallisten in der höchsten Denkmalkategorie A aufgenommen.

## Geschichte
Bereits 1751 wurden bei Kelso Pferderennen abgehalten. Auf Grund der ortsfernen Lage und der fehlenden Tribünen wurde die Rennbahn jedoch wenig besucht. Für die Planung des Kelso Racecourse im Jahre 1778 verpflichtete Gilbert Elliot-Murray-Kynynmound, der spätere erste Earl of Minto, den englischen Architekten John Carr. Bis zur Umsetzung des Plans sollten jedoch noch über 40 Jahre vergehen. Zunächst wurde für die Rennstrecke ein neuer Standort ausgewählt, der sich jedoch als unbeliebt erwies. 1822 ließ James Innes-Ker, 5. Duke of Roxburghe den Kelso Racecourse am heutigen Standort errichten.

## Strecke
Der Kelso Racecourse liegt am Nordrand von Kelso. Er verfügt auch über eine teilweise parallel geführte Hürdenstrecke. Insbesondere im Winter gilt der Kurs als schwierig und erfordert ein hohes Maß an Konstitution. Er zählt zu den Rennstätten mit den höchsten Verletzungsraten im Vereinigten Königreich. Im Innenfeld des Parcours ist ein Golfplatz angelegt.

## Tribünen
Die an der Ostseite gelegenen Tribünen zählen zu den seltenen bis heute erhaltenen Exemplaren aus dem früheren 19. Jahrhundert. Das Gebäude ist klassizistisch ausgestaltet mit einer sieben Achsen weiten Rundbogenarkade. Toskanisch Pilaster ornamentieren das zurückversetzte, fünf Achsen weite Obergeschoss mit Rundbogenfenstern. Eine gusseiserne Balustrade mit Blumenornamenten begrenzt den Aussichtsbalkon auf dem Dach. Am dreistöckigen Treppenturm an der Westseite springt ein mit dorischen Säulen verzierter Portikus hervor. Im Inneren sind auch Privaträume des Dukes of Roxburghe eingerichtet, die über einen separaten Eingang an der Ostseite zugänglich sind.